# PAL-Beschleunigung
PAL-Beschleunigung (englisch PAL speed-up) bezeichnet eine Technik der Normwandlung, die angewandt wird, um Filme, die üblicherweise mit 24 Bildern pro Sekunde produziert werden, in das PAL-Format umzuwandeln, das stattdessen mit 25 Vollbildern bzw. 50 Halbbildern pro Sekunde arbeitet.
Bei der Wandlung von Kinofilmen (24 Bilder/s) in das NTSC-Format (29,97 Vollbilder/s bzw. 59,94 Halbbilder/s) ist ebenfalls eine Änderung der Abspielgeschwindigkeit notwendig; diese wird im 3:2-Pull-down-Verfahren beschrieben.
Medien und Formate, welche Filme mit 24 Bildern pro Sekunde speichern können, wie zum Beispiel die Blu-ray Disc, sind davon naturgemäß nicht betroffen. Beim Fernsehen bleibt die Problematik dagegen auch mit HDTV weitestgehend erhalten, da Sender, die in PAL (analog) und SD (digital) mit 50 Hz gesendet haben, das auch in HD fortführen.

## Technischer Hintergrund

### Vorgänger: Normwandlung zu NTSC
Historischer Vorgänger der PAL-Beschleunigung ist der heute noch angewandte 3:2-Pulldown zur Umwandlung herkömmlicher Kinofilme (24 B/s) in die US-amerikanische Fernsehnorm NTSC (29,97 Vollbilder/s bzw. 59,94 Halbbilder/s).
Diese Konvertierung vom Kinofilm in die NTSC-Norm erfolgt, indem die Filmbilder nach einer Verlangsamung auf eine Geschwindigkeit von 23,976 B/s abwechselnd jeweils drei und zwei Halbbilder einnehmen (2:3-Pull-Up); dabei ändert sich jedoch nicht die Laufgeschwindigkeit von nun 23,976 B/s, sondern es werden Bilder nach einem vorgegebenen Rhythmus wiederholt bzw. in verschiedene Halbbilder aufgeteilt, um auf die für die NTSC-Fernsehnorm benötigten 59,94 Halbbilder/s zu kommen.
Ein Nachteil dieses Verfahrens ist das Auftreten ruckelnd wirkender Bewegungsabläufe bei langsamen Schwenks – ein Vorteil ist dagegen die nahezu korrekte Wiedergabegeschwindigkeit.

### PAL-Beschleunigung
Bei PAL mit seinen 25 Bildern pro Sekunde wäre die Umwandlung per Pull-Down weitaus unpraktischer, da die Zahlen 24 und 25 (anders als 23,976 und 59,94) keine gemeinsamen Teiler haben; daher wird der Nachteil der beschleunigten Wiedergabe zu Gunsten eines einfachen 1:1-Konvertierungsverfahrens in Kauf genommen.
Bei der sogenannten PAL-Beschleunigung wird nun das mit 24 Bildern pro Sekunde laufende Ausgangsmaterial für die PAL-Norm mit 25 Bildern pro Sekunde abgespielt, damit sich die Bildfrequenz auf die von der Norm vorgeschriebenen 25 Bilder pro Sekunde erhöht. Durch die Beschleunigung tritt eine Tonhöhenveränderung von 0,7 Halbtönen auf, die nach der Beschleunigung in neuerer Zeit durch künstliches Absenken der Tonhöhe auf die originale Tonfrequenz kompensiert wird (s. auch den folgenden Abschnitt Tonhöhe).
Aufgrund der Veränderung der Bildgeschwindigkeit, die zur Umwandlung in die verschiedenen Fernsehnormen standardmäßig erfolgt, besitzt ein Film (absolute Inhaltsgleichheit einmal vorausgesetzt) automatisch eine bei PAL um ca. 4 % (100/24*25) geringere und bei NTSC um 0,1 % (100/24*23,976) höhere Lauflänge.
Bei einem Vergleich der Lauflängen eines Films in seiner NTSC- bzw. PAL-Variante wird entsprechend mit 23,976 Bildern pro Sekunde bzw. 95,904 % gerechnet. Beispiele:
- Die Laufzeit eines Kinofilms verändert sich von 120 Minuten auf 96 % der Laufzeit, also 115 Minuten und 12 Sekunden.

- Umgekehrt hat ein Film auf einer PAL-DVD mit einer Lauflänge von 120 Minuten in NTSC insgesamt 125 Minuten.

### Grenzen
Eine PAL-Beschleunigung kommt nicht in Frage, wenn das Ausgangsmaterial
- von einer NTSC-Videokamera stammt = 59,94 Halbbilder pro Sekunde
- von einer progressiven NTSC-Quelle stammt = 29,97 Bilder pro Sekunde

In diesem Fall werden bei der Normwandlung die Bilder zeitgenau auf die 50 Halbbilder pro Sekunde des PAL-Formats gewichtet verteilt (zumeist unter Anwendung von Zeilenentflechtung entweder per Interpolation, d. h. Berechnung der Zwischenräume, oder per Blending, d. h. Verschmelzung beider Halbbilder, zu beidem siehe Deinterlacing).
Bei der Normwandlung von NTSC zu PAL wäre durchaus auch eine Verlangsamung von 29,97 auf 25 B/s möglich, allerdings würde das neben einem deutlich größeren Unterschied in der Geschwindigkeit sichtbarer Bewegungsabläufe eine umfangreiche Nachbearbeitung des Tons erfordern, da bei einem 2 h-Film sich fast 24 min Lauflängen-Unterschied ergeben. Der Unterschied in der tatsächlichen Laufgeschwindigkeit wäre hier mit + 19,88 % (29,97/25) weitaus größer als bei den 0,1 bis 4 % unter den bisherigen Standards von 24 (Film), 23,976 (Pull-down für NTSC) und 25 B/s (PAL). Daher erfolgt bei der Normwandlung von NTSC zu PAL keine solche Verlangsamung.
Wandelt man das NTSC-Ausgangsmaterial nach PAL so, als habe es 30 B/s statt der tatsächlichen 29,97 B/s, ist ein einfaches Wandeln der Bilder möglich. Bei einem 2h-Film ergibt sich eine Tonverkürzung um 7,2 s, d. h. der Ton kann nicht einfach übernommen werden.

### Pull-down für PAL
Es kommt auch vor, dass ein TV-Sender die Originallänge eines Films oder einer Serie ohne PAL-Beschleunigung möchte. Dann wird, ähnlich wie bei NTSC, mit Mischbildern gearbeitet, jedoch heißt dieses Verfahren nicht 3:2-Pull-up, sondern 2:2:2:2:2:2:2:2:2:2:2:3-Pull-up (11·2+3=25 Pull-ups). Dabei wird in jeder Sekunde das Halbbild mit den ungeraden Bildzeilen von Vollbild 12 und das Halbbild mit den geraden Bildzeilen von Vollbild 24 als drittes Halbbild wiederholt (Vollbild 12 > Halbbilder 23, 24, 23; Vollbild 24 > Halbbilder 48, 49, 48). Dabei wird die Kopie von Halbbild 23 zu Halbbild 25 und die Kopie von Halbbild 48 zu Halbbild 50. Vorteil ist, dass Originalgeschwindigkeit und Tonhöhe ohne weitere Bearbeitung erhalten bleiben.
Ein Nachteil ist, dass durch dieses Verfahren bei Kameraschwenks zweimal in der Sekunde das Bild kurz stehenbleibt, der Ruckeleffekt ist aber geringer als beim NTSC-2:3-Pull-up. Bei Videofilmen kommt hinzu, dass es bei Produktionen vor Beginn der 1990er-Jahre noch nicht die technische Möglichkeit gab, den Pull-down wieder rückgängig zu machen (Inverse Telecine). Daher stellte das Blending oft die einzige Möglichkeit dar.

## Problemstellungen

### Tonhöhe
Technisch gesehen wird der Film um 1/24 (4,17 %) schneller abgespielt und auch der Ton erhöht sich um 1/24, was etwa 71 Cent (71 % eines Halbtons) entspricht. Das kann Personen auffallen, die über ein absolutes Gehör verfügen – solche Menschen nehmen z. B. den Unterschied von Filmmusik im Vergleich mit z. B. einer CD als „in sich verstimmt“ wahr, da durch die Verschiebung alle Töne „daneben liegen“. Die Beschleunigung des Bildes wird vom Menschen allerdings kaum wahrgenommen; gleiches gilt für die Tonhöhenänderung der Sprache, sofern die Originaltonfassung dem Zuschauer nicht bekannt ist.
Um das Tonhöhenproblem zu umgehen, wird zum Teil bei Serien und sehr selten bei Filmen eine Tonhöhenkorrektur durch das digitale Time-Stretch-Verfahren durchgeführt. Ein Nachteil ist hier, dass beim Einsatz minderwertiger Wandlersoftware (z. B. in Videoschnittsoftware) Klangartefakte in Form von Verzerrung und winzigen Tonaussetzern auftreten. Derartige Artefakte treten verstärkt auf, wenn versucht wird, die Geschwindigkeit bzw. Lauflänge unter Beibehaltung der Tonhöhe zu ändern (entsprechende Einstellungen mit minderwertigem Wandlungsalgorithmus finden sich z. B. in Adobe Premiere Pro). Grundsätzlich empfiehlt es sich daher, die digitale Tonhöhenkorrektur in spezialisierten Audioprogrammen vorzunehmen. Die einfache Tonhöhenveränderung ist nicht mit den Verzerrungsartefakten eines minderwertigen Wandlers gleichzusetzen.
Bei synchronisierten Fernsehproduktionen wird unterschieden:
- Synchronisation vor der PAL-Beschleunigung: Die Stimmlage der Synchronsprecher wird ebenfalls angehoben. Das ist oft bei alten Produktionen der Fall, bei denen nach der Erstaufführung nochmal eine neue, qualitativ bessere Normwandlung vorgenommen wurde. Meist geschieht das im Zusammenhang mit einer DVD-Veröffentlichung.
- Synchronisation nach der PAL-Beschleunigung: Nur die Musik- und Geräuschspuren werden angehoben. Diese Art der Bearbeitung wird zunehmend bei neuen Produktionen angewandt, neuerdings auch teilweise im Kino (sofern dort nicht mit 24 Bildern/s abgespielt wird).
- Neuvertonung nach der PAL-Beschleunigung: Musik-, Geräusch- und Synchronspuren behalten ihren natürlichen Klang. Diese Art der Bearbeitung wird zunehmend bei (US-)Serien angewandt, die im TV gezeigt werden.

### TV-Serien auf Blu-Ray Disc
TV-Serien, die mit 24 Bildern/Sekunde produziert wurden, werden für den europäischen Markt fast immer zuerst auf 25 Bilder/Sekunde beschleunigt und dann synchronisiert. Erfolgte bei der Umwandlung keine Tonhöhenkorrektur, sind die Musik- und Geräuschspuren in der Tonhöhe erhöht, die Synchronspur dagegen nicht. Auf einer Blu-Ray Disc wird die synchronisierte Tonspur jedoch wieder auf 24 Bilder/Sekunde verlangsamt. Die Folge ist, dass die Musik- und Geräuschspuren wieder normal klingen, die Synchronspur klingt dagegen zu tief.
Während sich das Problem verschiedener Tonhöhen im Nachhinein noch durch eine Tonhöhenkorrektur allein der Dialogspur korrigieren lässt, ist eine Korrektur von Verzerrungsartefakten aufgrund minderwertiger Wandler so gut wie unmöglich.
Zur Umgehung dieser Problematik sollte entweder die Synchronspur grundsätzlich mit 24 Bildern/Sekunde erstellt werden (siehe Synchronisation vor der PAL-Beschleunigung), oder bei jeder Geschwindigkeitswandlung eine hochwertige Tonhöhenkorrektur zur Beibehaltung der originalen Tonhöhe erfolgen.

### Sonderfall Musikvideo
Bei Musikvideos, die im US-amerikanischen Raum auf Film produziert werden, erfolgt der Schnitt meist nach Abtastung in die NTSC-Norm; wie bei Fernsehserien wird für eine PAL-Abtastung zumeist eine Filmkopie nach Europa geschickt. Bei Musikvideos von Filmsoundtracks mit Ausschnitten aus dem entsprechenden Kinofilm ergibt sich daraus allerdings eine Rechtsproblematik, da für das Musikvideo keine Kopier- bzw. Abtastrechte für eine Gesamtkopie des Spielfilms vorliegen, und eine separate Kopie und PAL-Abtastung einzelner Spielfilmszenen zumeist zu kostenintensiv wäre.
In der Praxis behilft man sich daher zumeist mit einer normgerechten Filmabtastung des reinen Musikvideomaterials auf PAL, das dann mit den zuvor auf NTSC abgetasteten und meist minderwertig zu PAL konvertierten Spielfilmszenen zusammengeschnitten wird. Der Nachteil dabei besteht in einem unschönen ~10-Hz-Rucklereffekt sowie (aufgrund der geringeren Zeilenauflösung von NTSC) einer grundsätzlichen Unschärfe bei Spielfilmszenen im Musikvideo.

### PAL-Beschleunigung und Schnittfassung
Bei der Frage, ob eine DVD-Veröffentlichung geschnitten oder ungeschnitten ist, sorgt die PAL-Beschleunigung häufig für Verwirrung. Vergleicht man lediglich die Laufzeitangaben von Kino-/NTSC-Fassung und PAL-Fassung eines Films, entsteht auf Grund der etwa vier Prozent Differenz rasch der Eindruck einer inhaltlichen Kürzung. Faktisch ist diese womöglich aber gar nicht gegeben. Um keinen detaillierten, inhaltlichen Direktvergleich vornehmen zu müssen, kann einfach eine Umrechnung der Kino- bzw. NTSC- auf die PAL-Laufzeit vorgenommen werden.
Um (auch marktwirtschaftlich abträglichen) Verwirrungen zu begegnen, wies beispielsweise die Firma Kinowelt auf dem Director’s-Cut-DVD-Cover des Films Saw ausdrücklich darauf hin, dass dessen PAL-Laufzeit von ca. 99 Minuten der ca. 103 Minuten langen NTSC- oder Kinofassung inhaltlich voll entspricht.